# Ischler Hütte
Die Ischler Hütte ist eine Schutzhütte der Kategorie I der Sektion Bad Ischl des Österreichischen Alpenvereins. Sie steht auf 1368 m ü. A. im steirischen Salzkammergut in Österreich.

## Geschichte
Die Ischler Hütte wurde 1925 von der Sektion Bad Aussee des DuOeAV erbaut.
1982–84 wurde sie vollkommen neu errichtet, mit einem auffälligen achteckigen Grundriss.

## Lage und Landschaft
Das Haus liegt im Toten Gebirge auf 1368 m ü. A. auf der Schwarzenbergalm nahe der Landesgrenze zu Oberösterreich, zwischen Altaussee und Bad Ischl. Sie befindet sich unterhalb vom Schönberg (Wildenkogel, 2093 m), dem westlichsten Gipfelmassiv des eigentlichen Toten Gebirges. Die Hütte stellt die vierte Übernachtungsmöglichkeit im Verlauf des Welser Höhenweges dar.

## Tourenmöglichkeiten

### Zustieg
Von der Rettenbachalm (636 m) bei Bad Ischl ist die Hütte auf dem den Weg Nr. 211 über die ehemalige Kainalm in etwa 2½ Stunden erreichbar.
Über den mit Seilen versicherten Naglsteig ist die Hütte auch von der Blaa-Alm (894 m) bei Altaussee in etwa 2 Stunden zu erreichen.

### Übergänge
- zum Ebenseer Hochkogelhaus (1558 m) in ca. 2 Stunden
- zum Ebenseer Hochkogelhaus über den Hochkogel Klettersteig (Schwierigkeit C/D) über den Vorderen (1798 m) und Hinteren Rauhen Kogel (1747 m)
- zur Rinnerhütte über den Schönberg (Wildenkogel) (2093 m) in ca. 6 Stunden
- zum Albert-Appel-Haus über den Schönberg und die Wildenseehütte (1525 m) in ca. 7 Stunden

### Gipfelbesteigungen
- Schönberg (Wildenkogel, 2093 m) in ca. 2½ Stunden
- Auf den Schönberg (Wildenkogel) – Abstieg über den Ostgrat (versichert) – durch das Feuertal – zurück zur Ischler Hütte – ca. 7 Stunden

### Winter-Touren
Zustieg zur Ischler Hütte im Winter entweder über den Sommerweg Nr. 211 oder durch den Bärkogelgraben.
- Auf den Schönberg in ca. 2 Stunden
- Auf den Vorderen und Hinteren Rauhen Kogel in ca. 1½ Stunden
- Überschreitung zur Loserhütte über den Schwarzmoossattel (1684 m) in ca. 5 Stunden
- Überschreitung zur Wildenseehütte – Weißhorn (1754 m) – Offensee (649 m) in ca. 9 Stunden
- Ausgangspunkt für die Überschreitung des Toten Gebirges: von der Ischlerhütte zur Wildenseehütte – Pühringerhütte – Tauplitzalm – Wurzeralm in ca. 4 Tagen

### Weitere Tourenziele
Unter dem Schönberg sowie dem Vorderen und Hinteren Rauher befindet sich das Schönberg-Höhlensystem, die längste Höhle der EU mit einer Gesamtlänge von 140 km. Das Höhlensystem hat 34 verschiedene Eingänge. Die Ischlerhütte ist der Stützpunkt der Höhlenforscher, der Eingang zur Raucherkarhöhle liegt in unmittelbarer Hüttennähe. Die Höhle ist nicht öffentlich zugänglich.